# Джидебаева, Нурила
Нурила́ Джидеба́ева (1922, село Чубар, Талды-Курганский уезд, Семиреченская область, Туркестанская АССР — неизвестно, село Алдабергеново, Талды-Курганский район, Алма-Атинская область, Казахская ССР) — звеньевая колхоза «Джаналык» Талды-Курганского района Талды-Курганской области, Казахская ССР. Герой Социалистического Труда (1949).

## Биография
Родилась в 1922 году в крестьянской семье в селе Чубар Талды-Курганского уезда. С 1938 года трудилась рядовой колхозницей в сельскохозяйственной артели «Джанлык» (позднее — колхоз «Джаналык», председатель — Абдыкадыр Даиров). С 1941 года — звеньевая свекловодческого звена.
В 1948 году звено под её руководством собрало в среднем с каждого гектара по 821 центнера сахарной свёклы на участке площадью 3 гектара. Указом Президиума Верховного Совета СССР от 20 мая 1949 года удостоена звания Героя Социалистического Труда за «получение высоких урожаев пшеницы, риса, сахарной свёклы и картофеля в 1948 году» с вручением ордена Ленина и золотой медали «Серп и Молот» (№ 3695).
Этим же указом званием Героя Социалистического Труда был награждён агроном колхоза «Джаналык» Талды-Курганского района Ахметкул Рыскулов.
Трудилась в колхозе «Джаналык» (после объединения в 1950 году — колхоз имени Сталина, председатель — Нурмолда Алдабергенов) до выхода на пенсию в 1955 году по состоянию здоровья. Проживала в родном селе Чубар (с 1977 года — Алдабергеново) Талды-Курганского района. Дата смерти не установлена.
Память
В селе Алдабергеново установлен её бюст.